# Pentax Spotmatic
Pentax Spotmatic fa referència a una família de càmeres reflex d'una sola lent de 35 mm fabricades per Asahi Optical Co. Ltd., més tard coneguda com Pentax Corporation, entre 1964 i 1976.
Les Pentax Spotmatic utilitzaven la montura de lents de rosca M42 que va ser desenvolupada després de la Segona Guerra Mundial per Zeiss i Praktica. Asahi Optical va utilitzar el nom de Takumar per a les seves lents. Es tractava de lents d'alta qualitat, millorades progressivament, les versions posteriors de les quals presentaven múltiples recobriments i es deien Super Multi Coated Takumar.
La càmera utilitzava la mesura de llum Through The Lens (TTL), originalment se suposava que era un mesurador de punts, però va acabar sent un mesurador de ponderació central. Aquesta càmera permetia enfocar la lent a la màxima obertura amb una imatge de visor brillant. Després de l'enfocament, un interruptor al costat de la montura activava l'exposímetre que mostrava la càmera amb una agulla situada al costat del visor. L'ús del mesurador de llum stop-down va ser en aquell moment revolucionari, però limitava la capacitat del mesurador de llum, especialment en situacions de poca llum.
Later models Spotmatic F, Electro Spotmatic, ES, and ESII were capable of open-aperture metering when used with Super Multi Coated (S-M-C) Takumar lenses with an aperture coupling prong in the lens mount.
Honeywell va ser l'importador nord-americà de la Spotmatic. Les càmeres importades oficialment per Honeywell es van etiquetar Honeywell Pentax, en lloc d'Asahi Pentax. La Spotmatic IIa només estava disponible com a Honeywell Pentax; es venia exclusivament als EUA i tenia una interfície electrònica per a unitats de flaix electrònic Honeywell Strobonar específiques.

## Història
La Spotmatic original de 1964 va ser una de les primeres SLR del mercat a oferir un sistema de mesura de l'exposició a través de la lent (TTL). La càmera es va presentar com un prototip a photokina 1960, i va ser dissenyada originalment per utilitzar una mesura en un punt. Poc abans de la producció, Asahi va decidir que la mesura puntual seria massa difícil d'utilitzar i, per tant, el sistema de mesura es va modificar per utilitzar la mesura mitjana ponderada al centre. El canvi es va fabricar massa a prop del llençament per canviar el nom i, per tant, va quedar com Spotmatic. La càmera tenia un obturador mecànic amb un rang de velocitat des de 1000 a 1 i Pose. El mesurador de llum s'activa mitjançant una palanca situada al costat de la càmera, que també va aturar la lent. La bateria de mercuri (1,35 V Mallory RM640) es va utilitzar per alimentar el sistema de mesura de la llum; no obstant això, a causa de la forma en què està dissenyat el circuit, es poden utilitzar bateries d'òxid de plata.

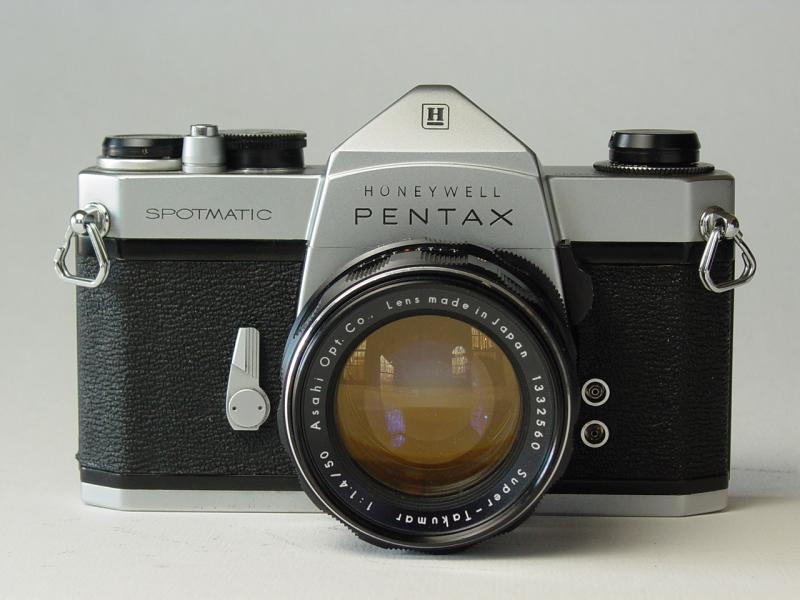
Vista de cara Spotmatic
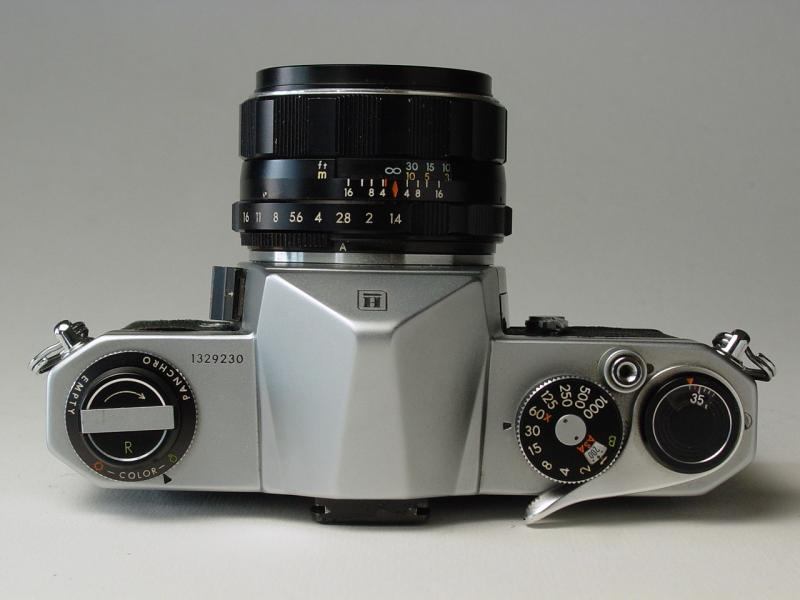
Vista superior de Spotmatic
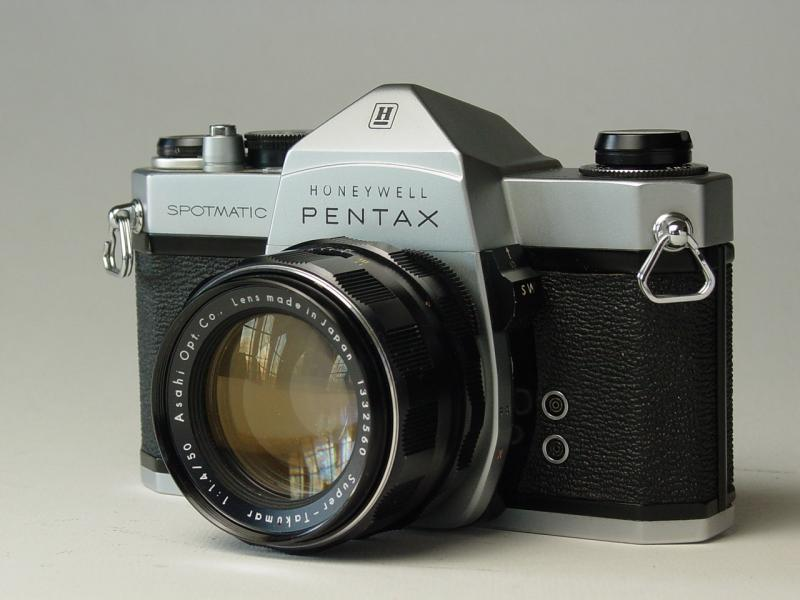
Vista lateral Spotmatic

## Gamma de models i variacions
La gamma de models inclou la Spotmatic original (SP), que disposava d'una sabata "freda" accessori per a flaix
Dos models econòmics: els SP500 i SP1000 també estaven disponibles i es van eliminar algunes característiques de la Spotmatic original. Les velocitats d'obturació més ràpides van ser designades pel número de model, la SP500 amb una velocitat màxima d'1/500 s i la SP1000 amb una velocitat màxima d'1/1000 s. Com a qüestió d'interès, la SP500 tenia una parada de clic on realment hi havia la velocitat 1/1000, però no estava marcada. Aquests dos models no tenien temporitzador automàtic. També hi havia la Pentax SL, que era idèntic a la Spotmatic excepte que no tenia el mesurador de llum incorporat.
La Spotmatic II (SPII) va anunciar l'arribada de les lents SMC. Entre algunes millores hi havia un millor sistema de mesura (Max ASA es va augmentar a 3200) i el transport de pel·lícules. Es va afegir una sabata calenta per al flaix i la sincronització (FP o X) es va col·locar en un interruptor de marcatge situat a sota de la maneta de rebobinat.
La Spotmatic IIa es va fabricar exclusivament per al mercat americà. Es va fer per acoblar-se amb els flaixos electrònics Honeywell Strobonar mitjançant un ull electrònic que es trobava a la part superior esquerra de la càmera.
El 1971, l'Electro-Spotmatic va ser la primera rèflex automàtica electrònica amb prioritat d'obertura, però només es va vendre al Japó. El seu èxit va ser seguit per l'ES venut internacionalment des de 1972. L' ES tenia un circuit estandarditzat i millorat que abordava problemes de fiabilitat a la versió original. Dos anys després li va seguir l'ES II. Es poden demanar models especials amb accessoris com ara Motor Drive, Data Back, etc.

El 1973 es va incorporar a la línia la Spotmatic F. Aquesta càmera, juntament amb una línia renovada de Super Multi Coated (SMC) Takumar, tenia la capacitat de mesurar sense aturar la lent cap avall.

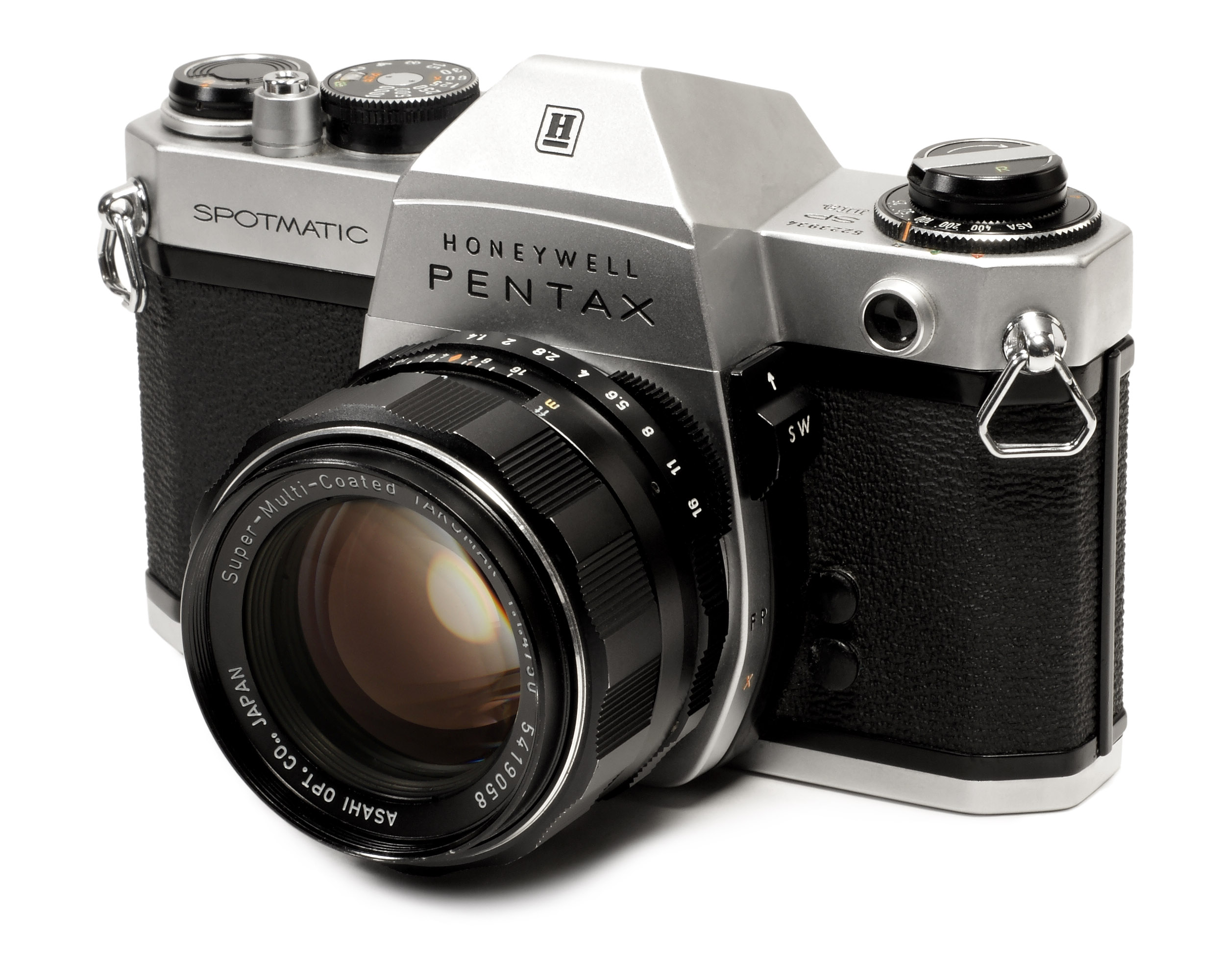
Spotmatic IIa
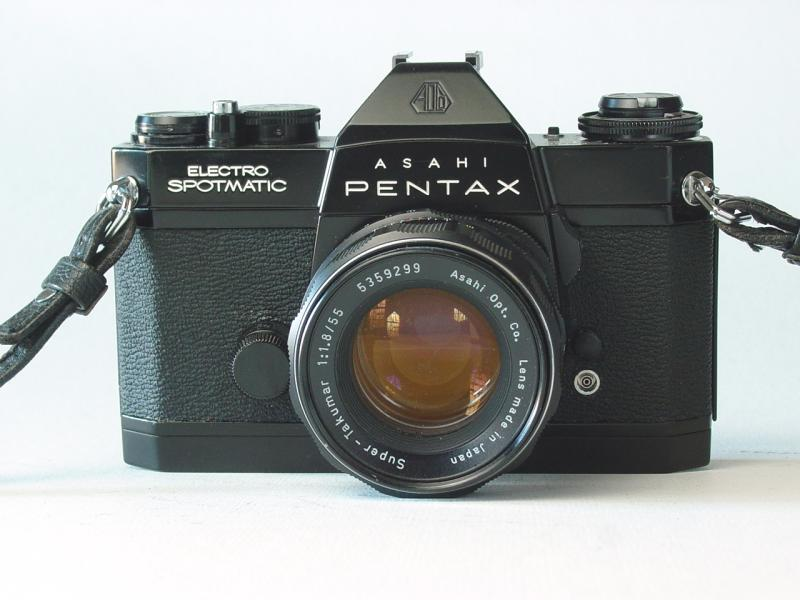
Electro Spotmatic

## Llegat
El xassís Pentax Spotmatic va ser la base dels models Pentax K2, KX, KM i K1000 amb muntatge de baioneta.

## Usuaris destacats
Els usuaris destacats de Pentax Spotmatic inclouen:
Poeta i fotògraf nord-americà Ira Cohen.
El grup britànic The Beatles (sobretot Ringo Starr)
La fotògrafa australiana Carol Jerrems .